# Saint-Jean-du-Bruel
Saint-Jean-du-Bruel är en kommun i departementet Aveyron i regionen Occitanien i södra Frankrike. Kommunen ligger  i kantonen Nant som ligger i arrondissementet Millau. År 2022 hade Saint-Jean-du-Bruel 665 invånare.

## Befolkningsutveckling
Antalet invånare i kommunen Saint-Jean-du-Bruel
Referens: INSEE